# Cornelio Sozomeno
Cornelio Sozomeno (em latim: Kornelios Sozomenus) (falecido em 1617) foi um prelado católico romano que serviu como bispo de Pula (1605–1617).

## Biografia
Cornelio Sozomeno nasceu em Veneza, na Itália. A 31 de agosto de 1605, Cornelio Sozomeno foi nomeado pelo Papa Paulo V como Bispo de Pula. No dia 11 de setembro de 1605, foi consagrado bispo por Giovanni Delfino, bispo de Vicenza com Fabio Biondi, patriarca titular de Jerusalém, e Metello Bichi, bispo de Sovana, servindo como co-consagradores. Serviu como Bispo de Pula até à sua morte em 1617 em Veneza.
Enquanto bispo, foi o principal co-consagrador de Fabrizio Verallo, Bispo de San Severo (1606), Vincenzo Meligne, Bispo de Ostuni (1606), e Giovanni Battista Bonetti (Berosi), Bispo de Narni (1606).